# 社会比较理论
社會比較理論（英語：Social Comparison Theory）是美國社會心理學家利昂·費斯廷格在1954年提出來的構思，是每個個體在缺乏客觀的情況下，利用他人作為比較的尺度，來進行自我評價。
費斯廷格指出，在向上的社會比較中，跟那些更社會化的人比較；在向下的社會比較中，作逆向比較。社會比較理論解釋人們為什麼嚷著模倣傳媒中的典範。社會比較可以為個體提高優越感，並且成為合理自我完善的基礎。可是，當比較建立了不實際的標準，這些功能都會失效。

## 參看
- 社會心理學

## 延伸閱讀
- Miller, K. (2005). Communication theories: Perspectives, processes, and contexts. New York: McGraw Hill.